# Lasioglossum baruense
Lasioglossum baruense är en biart som först beskrevs av Heinrich Friese 1918.  Lasioglossum baruense ingår i släktet smalbin, och familjen vägbin. Inga underarter finns listade i Catalogue of Life.